# Sacha Hughes
Sacha Hughes née Jones (Auckland, 8 november 1990) is een voormalig tennisspeelster uit Australië. Op vierjarige leeftijd begon zij met tennis. Haar favoriete ondergrond is hardcourt. Zij speelt rechtshandig en heeft een tweehandige backhand. Zij was actief in het proftennis van 2008 tot en met 2014.
Tot en met het jaar 2011 kwam zij uit voor haar geboorteland Nieuw-Zeeland. In 2019 werd zij aangesteld als Fed Cup-kapitein voor het Nieuw-Zeelandse team.

## Posities op deWTA-ranglijst
Positie per einde seizoen:
| jaar | rang enkelspel | rang dubbelspel |
| ---- | -------------- | --------------- |
| 2005 | 808            | –               |
| 2006 | 745            | –               |
| 2007 | 353            | –               |
| 2008 | 306            | 517             |
| 2009 | 213            | 606             |
| 2010 | 269            | –               |
| 2011 | 217            | –               |
| 2012 | 163            | 171             |
| 2013 | 287            | 558             |
| 2014 | –              | 565             |

## Resultaten grandslamtoernooien
| Legenda | Legenda                          |
| ------- | -------------------------------- |
| g.t.    | geen toernooi gehouden           |
| l.c.    | lagere categorie                 |
| –       | niet deelgenomen                 |
| G       | uitgeschakeld in de groepsfase   |
| 1R      | uitgeschakeld in de eerste ronde |
| 2R      | uitgeschakeld in de tweede ronde |
| 3R      | uitgeschakeld in de derde ronde  |
| 4R      | uitgeschakeld in de vierde ronde |
| KF      | uitgeschakeld in de kwartfinale  |
| HF      | uitgeschakeld in de halve finale |
| F       | de finale verloren               |
| W       | het toernooi gewonnen            |
| w-v     | winst/verlies-balans             |

### Enkelspel
| Toernooi        | 2013 |
| --------------- | ---- |
| Australian Open | 1R   |
| Roland Garros   | –    |
| Wimbledon       | –    |
| US Open         | –    |

### Vrouwendubbelspel
| Toernooi        | 2012 |
| --------------- | ---- |
| Australian Open | 2R   |
| Roland Garros   | –    |
| Wimbledon       | –    |
| US Open         | –    |